# Appisberg
Der Verein Appisberg ist eine als Verein geführte gemeinnützige Non-Profit-Organisation mit Sitz in Männedorf, Kanton Zürich. In den Anfängen 1932 gründete der Schweizer Arzt Ernst Bachmann die Arbeitsheilstätte Appisberg zur Behandlung von Tuberkulose (Nachfürsorge).
Der Verein Appisberg ist heute ein Kompetenzzentrum für berufliche Integration, welches seit 1965 im Auftrag der Invalidenversicherung berufspraktische Abklärungen und Ausbildungen von physisch und psychisch eingeschränkten Personen durchführt. Appisberg bietet rund 88 Klientenplätze an. Zum weiteren Angebot gehören auch sozialpädagogische Wohn- und Wohntrainingsgruppen für Jugendliche und junge Erwachsene während der Ausbildung.

## Organisation
Ein Vereinsvorstand ist verantwortlich für die strategische Ausrichtung. Für die operative Führung ist eine Geschäftsleitung zuständig. In der heutigen Ausrichtungsform führt Appisberg seit 1965 im Auftrag der Invalidenversicherung berufspraktische Ausbildungen durch. Damit feiert Appisberg im Jahr 2015 das 50-jährige Bestehen. Geschäftsleiter ist Ömer Güven.
Das Unternehmen ist in verschiedenen Branchen in den Bereichen Produktion und Dienstleistung tätig und arbeitet eng mit der MEM-Industrie, dem Schreinergewerbe und den umliegenden Gemeinden zusammen.

## Ziele
Zweck ist die (Re-)Integration der Versicherten in den ersten Arbeitsmarkt.

## Finanzierung
Finanziert wird der Verein durch Eigenleistungen und Beiträgen aus Leistungsverträgen mit der IV. Den grössten Anteil übernehmen die schweizerische Invalidenversicherung mit der Entschädigung für Abklärungs- und Ausbildungsleistungen.

## Schwerpunkte
Berufliche Abklärung (BEFAS)
Die BEruFliche AbklärungsStelle Appisberg führt im Auftrag der IV oder privater Versicherungen kombinierte arbeitspraktische und -medizinische Abklärungen in allen Berufsfeldern durch. Neben intellektuellen Tests werden auch differenzierte Abklärungsmodule mit arbeitspraktischen Versuchen durchgeführt, damit eine neue berufliche Perspektive nach Unfall oder Krankheit im Hinblick auf eine Wieder-Eingliederung besteht.
Realitätsnahe Ausbildungen und Umschulungen
Der persönliche Lernplan bildet die Grundlage für eine individuelle Begleitung der Lernenden. Die Herausforderung liegt darin, unter Berücksichtigung der Fähigkeiten und des Entwicklungsstandes ein Ausbildungsprogramm zu entwickeln, das den schulischen und praktischen Anforderungen entspricht.
Beschaffung von Aufträgen aus Industrie und Gewerbe
Die interne Produktion erfüllt die technologischen Anforderungen (Mechanik, Logistik, Schreinerei, Elektronik usw.) ihrer Auftraggeber und pflegt langjährige Partnerschaften mit Firmen, die überregional tätig sind.
Wohn- und Freizeitangebote
Zum weiteren Angebot gehören auch sozialpädagogische Wohn- und Wohntrainingsgruppen für Jugendliche und junge Erwachsene während der Ausbildung.
Berufliche Integration
Ein wichtiger Teil der beruflichen Integration ist das Job Coaching im Übergang von einer Ausbildung in eine Anstellung im ersten Arbeitsmarkt (Privatwirtschaft) oder das Job Coaching von Lernenden (IV) direkt in der Privatwirtschaft. Die Erfolge der letzten Jahre, mit einer Integrationsquote der Lehrabgänger von über 65 %, ist eine gute Basis dazu.